# Schillsdorf
Schillsdorf ist eine Gemeinde im Kreis Plön in Schleswig-Holstein.

## Geografie

### Geografische Lage
Das Gebiet der Gemeinde Schillsdorf erstreckt sich im zentralen nordwestlichen Teilgebiet des Naturraums Ostholsteinisches Hügel- und Seenland (Haupteinheit Nr. 702), dem südlichsten Abschnitt des schleswig-holsteinischen Hügellandes. Im nördlichen Gemeindegebiet liegt das Quellgebiet des Flusses Eider, welches orografisch oberhalb vom Bothkamper See gelegen ist und die als Drögen Eider ausgewiesen ist.
Im südlichen Teil des Gemeindegebiets fließt die Predigerau, die ein Zufluss der Schwale ist und über die Stör in Richtung der Unterelbe abfließt.

### Gemeindegliederung
Altbokhorst, Bokhorst, Busdorf, Hüttenwohld, Kuhteich, Lange Reihe, Mannhagen, Ovendorfer Redder, Schlagbaum, Schönhagen, Wildhagen und Ziegelhof liegen im Gemeindegebiet.

### Nachbargemeinden
Unmittelbar angrenzende Gemeindegebiete von Schillsdorf sind:
| Negenharrie, Großharrie | Groß Buchwald, Bothkamp                     |                       |
| Tasdorf                 | Kompassrose, die auf Nachbargemeinden zeigt | Wankendorf, Ruhwinkel |
| Bönebüttel              | Rendswühren                                 |                       |

## Geschichte
Der Ortsteil Busdorf wurde 1284 erstmals urkundlich erwähnt. Dieser musste dem Kloster Bordesholm bis 1538 Abgaben zahlen.
Die Ortsteile von Schillsdorf sind um Außenstellen des Gutes Bothkamp entstanden. Nach Auflösung des Gutsbezirks Bothkamp wurde Schillsdorf 1928 eigenständige Landgemeinde, die zum Amtsbezirk Bothkamp und damit zum Kreis Bordesholm gehörte. Nach Auflösung des Kreises Bordesholm 1932 kam Bothkamp mit dem gesamten Amtsbezirk zum Kreis Plön.
Nach der Auflösung der Amtsbezirke 1948 und Bildung der Ämter gehörte Schillsdorf zum Amt Bokhorst und war dessen Verwaltungssitz. Seit der Fusion der Ämter Bokhorst und Wankendorf zum 1. Januar 2008 gehört Schillsdorf zum Amt Bokhorst-Wankendorf.

## Religion
Einwohner evangelisch-lutherischen Glaubens sind Angehörige der Kirchengemeinde Bokhorst in der Evangelisch-Lutherische Kirche in Norddeutschland (Nordkirche).

## Politik

### Gemeindevertretung
Bei der Kommunalwahl am 14. Mai 2023 wurden insgesamt elf Sitze vergeben. Von diesen erhielt die Wählergemeinschaft unabhängiger Schillsdorfer Bürger sechs Sitze und die CDU fünf Sitze.

### Bürgermeister
Zum ehrenamtlichen Bürgermeister in der Wahlperiode 2023–2028 der Gemeinde Schillsdorf wählten die Gemeindevertreter aus ihrer Mitte Andreas Lisch. Er löst damit Heinrich Danker in diesem Amt ab.

## Kultur und Sehenswürdigkeiten
Im Jahr 1996 gründeten sich die „Pfadfinder Bokhorst“.

## Wirtschaft und Infrastruktur

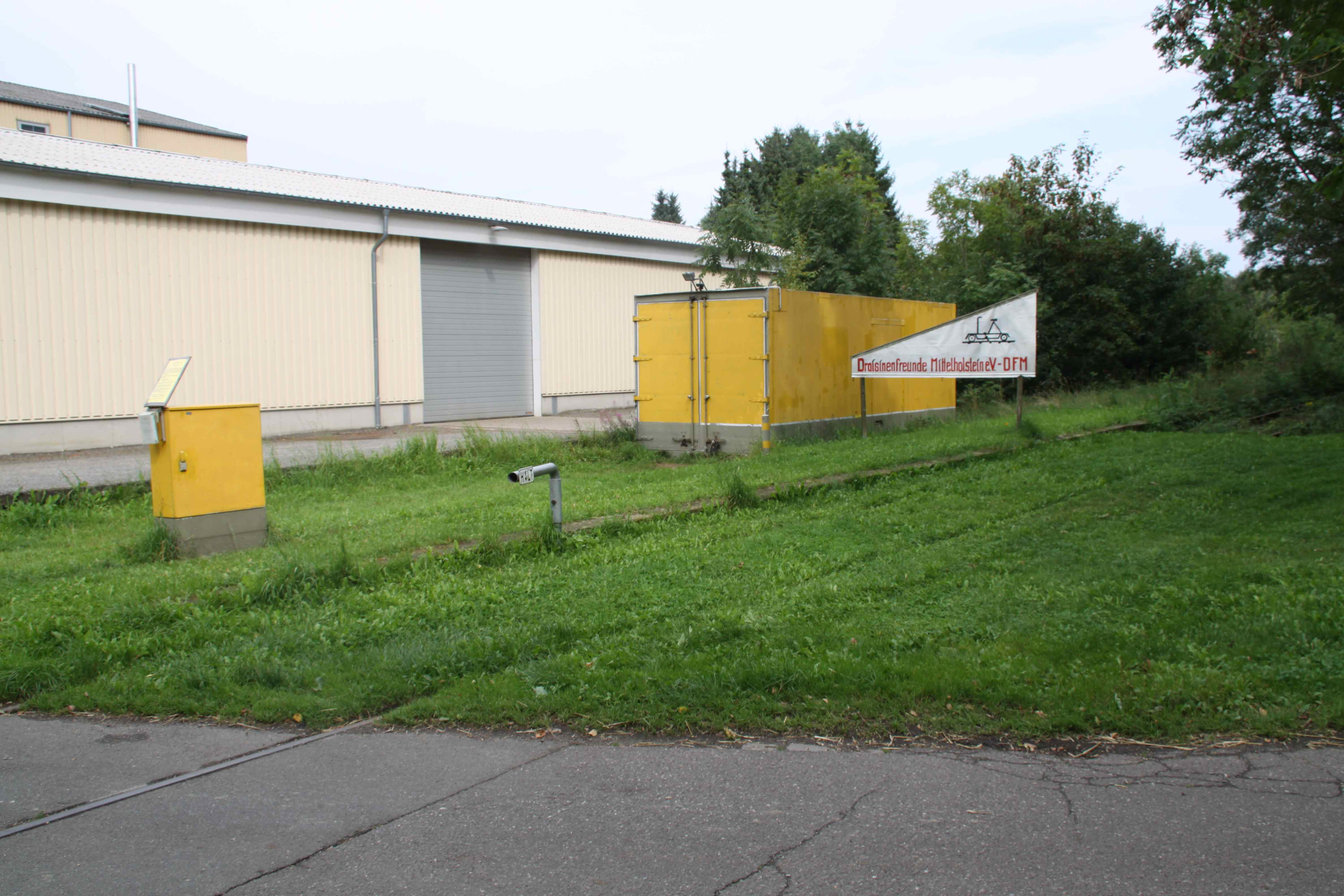
Bahnanlage in Bokhorst

Die Wirtschaft in der Gemeinde ist ländlich strukturiert. Neben der Prägung durch die Urproduktion der Landwirtschaft gibt es am Ort auch Handwerksbetriebe (Tischlerei und Elektriker), sowie einen Landhandelsbetrieb und eine Besamungsstation für Schweine mit rund 200 Ebern.
Auf einem Teilstück der Bahnstrecke Neumünster–Ascheberg wird im Freizeitverkehr zwischen dem Brammerhof (bei Streckenkilometer 80) westlich von Bokhorst und der Langen Reihe Süd (Streckenkilometer 87) westlich von Wankendorf die Strecke für Draisinenfahrten genutzt.

### Bildung
In Schillsdorf gibt es den Kindergarten „K.in.der Kastanie Bokhorst“ in Trägerschaft des Kitawerks Altholstein und eine Grundschule im Ortsteil Hüttenwohld. Weiterführende Schulen sind in Neumünster und Bornhöved ansässig.

### Verkehr
Die Gemeinde Schillsdorf ist für den motorisierten Individualverkehr durch mehrere Landstraßen erschlossen, die sich in Trägerschaft des Kreises Plön befinden. Eine unter ihnen ist Kreisstraße 6, die von der Landesstraße 67 in der Gemeinde Bothkamp zur Bundesstraße 430 in Rendswühren führt. Beim Ortsteil Hüttenwohld zweigt von ihr in östlicher Richtung die Kreisstraße 46 in Richtung Wankendorf ab, die zur Bundesautobahn 21 (Ausbaustrecke der Bundesstraße 404) von Kiel nach Bad Segeberg führt.
Das Gemeindegebiet ist in Ost-West-Richtung von der Bahnstrecke Neumünster–Ascheberg durchzogen, die 1985 stillgelegt wurde.